# Mike Neill
Michael Robert "Mike" Neill, född den 27 april 1970 i Martinsville i Virginia, är en amerikansk före detta professionell basebollspelare som spelade en säsong i Major League Baseball (MLB) 1998. Neill var outfielder.
Neill tog guld för USA vid olympiska sommarspelen 2000 i Sydney.

## Karriär

### College
Neill spelade collegebaseboll för Villanova Universitys idrottsförening Villanova Wildcats.

### Major League Baseball
Neill draftades av Oakland Athletics 1991 som 60:e spelare totalt och redan samma år gjorde han proffsdebut i Athletics farmarklubbssystem. Det dröjde dock till den 27 juli 1998 innan han fick debutera i MLB för Athletics.
Neill fick bara spela sex matcher för Athletics 1998 och hade under dessa ett slaggenomsnitt på 0,267, inga homeruns och inga RBI:s (inslagna poäng). Det skulle visa sig att detta var de enda matcher som han över huvud taget fick spela i MLB.
Året efter fortsatte Neill att spela i Athletics farmarklubbssystem, men 2000 spelade han i Seattle Mariners system. Det var under den säsongen som han var med i OS i Sydney (se nedan).
2001 var sista säsongen som Neill spelade professionell baseboll och det gjorde han i Boston Red Sox system.
Totalt spelade Neill 1 062 matcher i Minor League Baseball och hade ett slaggenomsnitt på 0,307, 91 homeruns och 572 RBI:s.

### Internationellt
Neill tog guld för USA vid olympiska sommarspelen 2000 i Sydney. På nio matcher hade han ett slaggenomsnitt på 0,219, tre homeruns och fem RBI:s. I finalen mot favoriten Kuba, som USA överraskande vann med 4–0, slog han en homerun i första inningen.